# Zabbar
Zabbar o Żabbar (forma estesa maltese Ħaż-Żabbar, in italiano storico anche Zabbaria) è un comune maltese del sud-est dell'isola, la quinta città di Malta per grandezza, con una popolazione di 14 694 abitanti.
Originariamente parte di Zeitun, Zabbar ottenne il titolo di Città Hompesch dall'ultimo Grande Maestro dei Cavalieri Ospitalieri, Ferdinand von Hompesch. Dal 1997 Zabbar è gemellata con Villabate nella città metropolitana di Palermo.

## Origine del nome
Il nome della città si riferisce probabilmente alla parola maltese niżbor, che indica il processo di potatura degli alberi. Infatti vi furono molte famiglie specializzate nella potatura, durante il periodo medievale.
Potrebbe anche derivare dalla parola siciliana zabbara, che indica l’agave.